# Déjà vu (álbum de Blue System)
Déjà Vu es el sexto disco de la carrera de Blue System. Es editado en 1991 bajo el sello BMG Ariola y producido por Dieter Bohlen. El álbum contiene 10 nuevos temas.

## Créditos
- Música: Dieter Bohlen
- Letra: Dieter Bohlen
- Arreglos: Dieter Bohlen
- Producción: Dieter Bohlen
- Coproducción: Luis Rodriguez
- Grabación: en Jeopark por Jeo y Vox Klang Studio
- Distribución: BMG Records
- Diseño: Ariola/Artpool
- Fotografía: Esser & Strauss, y F. Gabowicz

## Lista de canciones
| #   | Título                                                           | Tiempo |
| --- | ---------------------------------------------------------------- | ------ |
| 1.  | "Déjà Vu" (Dieter Bohlen)                                        | 3:42   |
| 2.  | "It's All Over" (Dionne Warwick & Dieter Bohlen) (Dieter Bohlen) | 3:57   |
| 3.  | "New York - Berlin - Paris" (Dieter Bohlen)                      | 3:59   |
| 4.  | "Mrs. Jones" (Dieter Bohlen)                                     | 4:09   |
| 5.  | "Sexy Thing" (Dieter Bohlen)                                     | 3:08   |
| 6.  | "Praying To The Aliens" (Dieter Bohlen)                          | 3:48   |
| 7.  | "Dressed In Blue" (Dieter Bohlen)                                | 3:30   |
| 8.  | "Better Than The Rest" (Dieter Bohlen)                           | 3:59   |
| 9.  | "Is It Love?" (Dieter Bohlen)                                    | 3:02   |
| 10. | "Just Say No" (Dieter Bohlen)                                    | 3:44   |

## Posicionamiento
| Listas (1991)         | Máxima Posición |
| --------------------- | --------------- |
| Alemania albums chart | 18              |
| Austria albums chart  | 27              |